# Smil Flaška von Pardubitz
Smil Flaška von Pardubitz (tschechisch: Smil Flaška z Pardubic; * 1349; † 13. August 1403 bei Kutná Hora) bekleidete hohe politische und königliche Ämter in Böhmen und betätigte sich auch als Schriftsteller.

## Leben
Smil Flaška von Pardubitz entstammte dem Adelsgeschlecht von Pardubitz. Sein Vater Wilhelm von Pardubitz (Vilém z Pardubic) war ein Bruder des ersten Prager Erzbischofs Ernst von Pardubitz. Smil studierte an der Prager Universität und erwarb den akademischen Grad eines Bachelors.
1390 erbte Smil die Herrschaften Pardubitz, Staré Hrady und Richenburg, wo er seinen Wohnsitz nahm. In Skutsch, das zur Herrschaft Rychmburk gehörte, errichtete er die Spitalkirche.
1396 wurde er zum höchsten Schreiber der Landtafel ernannt; zudem war er seit 1403 Hauptmann des Kreises Čáslav. Politisch betätigte er sich als Führer der Herrenunion, einem gegen König Wenzel IV. gegründeten Adelsbund. Dabei spielte vermutlich der Streit mit dem König eine Rolle, der 1385 um die Besitzungen der Familie von Pardubitz ausgetragen wurde.
Smil starb 1403 im Krieg gegen die königstreuen Kuttenberger.

## Werke

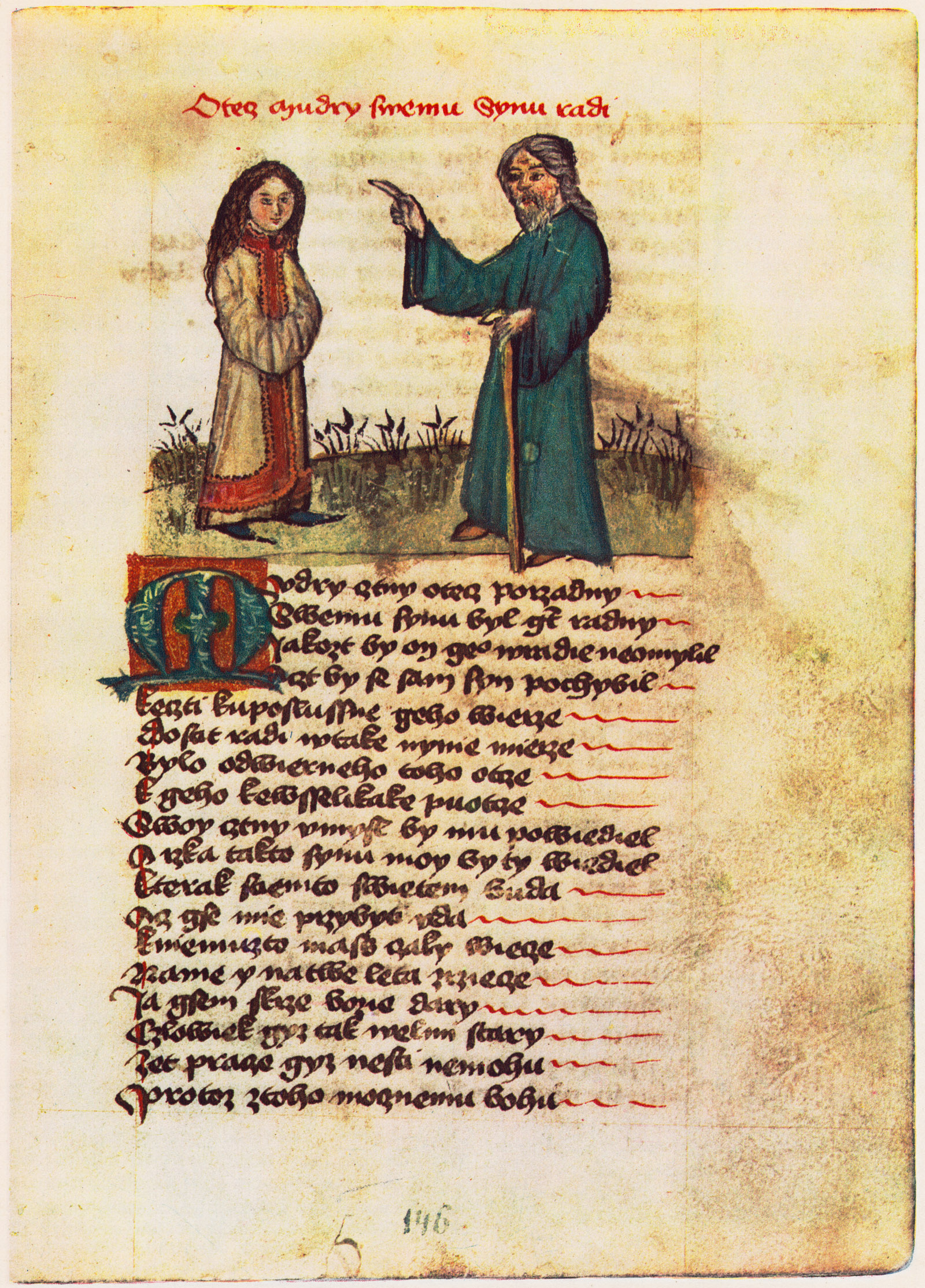
Rada otce synovi

- Nová rada. Es handelt sich um eine Versallegorie mit 2116 Versen, die aus Achtsilbern in Reimpaaren bestehen. Das Werk wurde 1394 vollendet und ist in drei Handschriften aus dem 15. Jahrhundert überliefert. Gedruckt erschien es erstmals 1845. In dem Werk bringt Smil im Bild eines Tierparlaments seine politischen und staatsrechtlichen Ansichten zum Ausdruck. Sie enthalten Hinweise für eine kluge Führung des Staates und geben Ratschläge zu Religion und Moral. Vermittelt werden soll das Ideal eines Herrschers, der bereit ist, seine Gewalt mit dem Adel und der Geistlichkeit zu teilen. Als König der Tiere verkörpert der Löwe die Position des herrschenden Königs. Die Ratsversammlung wird durch einen Adler eröffnet; beendet wird sie durch einen Schwan. Die Allegorie enthält auch Anspielungen auf aktuelle Ereignisse der damaligen Zeit, wie z. B. die Praxis der Ämterverteilung.

Ausgaben:
- - Prag 1845 in: Výbor z literatury české
  - Prag 1876 in: Památky staré literatury české, Teil 1. Hg. J. Gebauer
  - Prag 1947, in: Listy filologické, 71. Hg. J. Daňhelka
  - Der Pilsner Bürger Jan Fentzl-Mantuanus gab 1528 eine auf das 16. Jahrhundert aktualisierte Bearbeitung der Allegorie unter dem Titel Radda zhovadilých zvieřat (Der Rat der wilden Tiere) heraus.

Übersetzungen:
- - Theriobulia Joannis Dubravii sive De regiis praeceptis. Ins Lateinische übertragen vom Olmützer Bischof Johannes Dubravius. Gedruckt 1520 in Nürnberg.
  - Der neue Rath des Herrn Smil von Pardubic; eine Thierfabel aus dem 14. Jahrhundert, nebst dessen übrigen Dichtungen und einer Auswahl aus seiner Sprüchwörtersammlung nach dem böhmischen Originaltext zum ersten Mal deutsch bearbeitet von Joseph Wenzig. Verlag Weigel, Leipzig 1855.
- Rada otce synovi (Rat des Vaters an seinen Sohn); eine ritterliche Standeslehre.
- Svár vody s vinem (Streit des Wassers mit dem Wein)
- Sbírka přísloví (Sammlung von Sprichwörtern)